# 沙仑的玫瑰

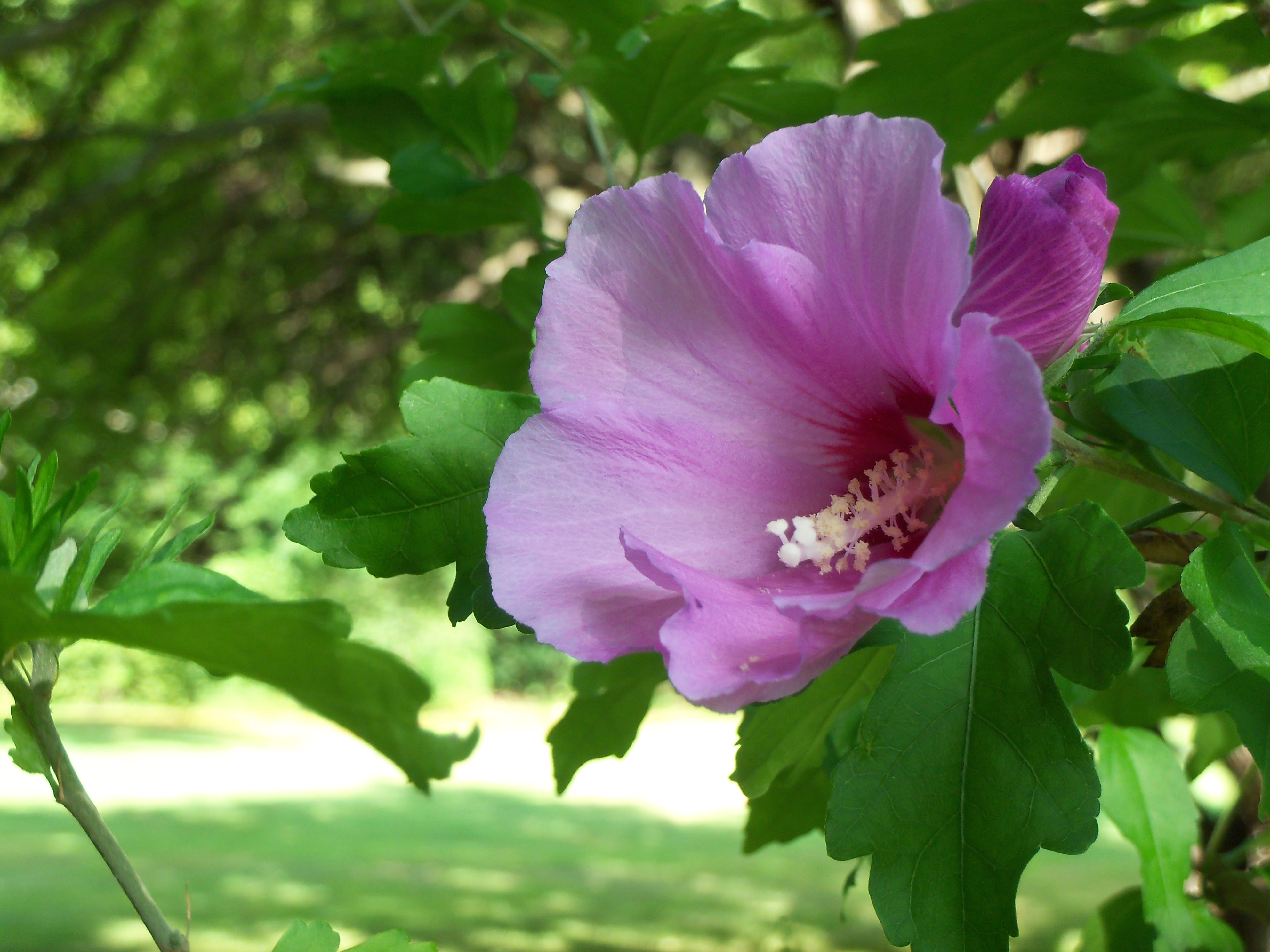
在美国通常被称为“沙仑的玫瑰”的植物是木槿（Hibiscus syriacus），如图所示正值盛开。

沙仑的玫瑰（希伯来语：חֲבַצֶּלֶתהַשָּׁרוֹן，rose of Sharon）是《圣经》中的一种表述，但其所指植物身份不明，且在《圣经》学者中存在争议。这一表述已成为世界不同地区一些备受珍视的开花植物的常用俗名，也被认为是对耶稣或者女性的一种比喻。但无论如何，它都并非指真正的玫瑰。这一名称在口语中的多样化用法，已被视为俗名缺乏精确性，且可能导致混淆的例证。

## 起源
“沙仑的玫瑰”这个名字最早出现在希伯来语《塔纳赫》中，在《雅歌》第2章第1节中，说话者（所爱的人）说：“我是沙仑的玫瑰，是谷中的百合。”希伯来语短语《圣经》希伯来语：חבצלת השרון，罗马化拼写为：ḥăḇaṣṣeleṯ haššārōn，在钦定版《圣经》中被编辑们译为“沙仑的玫瑰”（rose of Sharon）；然而，在此之前的译本只是简单地将其译为“田野之花”（《七十士译本》，《通俗拉丁文本圣经》，《威克里夫译本》“a flower of the field”）。相反，希伯来语单词 ḥăḇaṣṣeleṯ在经文中出现了两次：一次在《雅歌》中，另一次在《以赛亚书》第35章第1节，该节经文写道：“旷野要像玫瑰开花。”在钦定版《圣经》中这个词被译为“玫瑰”，但在其他译本中则译法各异，如“百合”（《七十士译本》，《通俗拉丁文本圣经》，威克里夫译本“lily”），“长寿花”（《耶路撒冷圣经》）以及“番红花”（《修订标准版圣经》）。
不同的学者认为，圣经中的“沙仑的玫瑰”可能是以下植物之一：
- 一种番红花：“一种像百合一样生长在荆棘丛中的番红花”（《哈珀圣经词典（英语：Harper's Bible Dictionary）》中“Sharon”词条的解释），或者是一种生长在沙龙沿海平原上的番红花（《新牛津注释版圣经（英语：New Oxford Annotated Bible）》）；
- 一种郁金香：“一种鲜红色、形似郁金香的花朵……如今在沙龙的丘陵地带大量生长。”（《哈珀圣经词典》中“rose”词条的解释）
  - 蒙大拿郁金香[8]
- 一种百合花：白花百合，俗称圣母百合，这是一些植物学家所提出的可能性之一，不过这很可能指的是《雅歌》第2章第1节后半部分所提到的铃兰。
- 水仙（《圣经、神学及教会文献百科全书（英语：Cyclopaedia of Biblical, Theological and Ecclesiastical Literature）》中“rose”词条的解释）[9]

此外也有学者认为《圣经》中所指的“沙仑的玫瑰”是对女性美妙的描绘，或者是对耶稣的比喻。此外，在犹太教和基督教中，由于盛开的“沙仑的玫瑰”被认为是纯洁的象征，因此也被视作是指向理想之乡。

## 考证
对于《圣经》中所提及的“沙仑的玫瑰”，一种可能的解释是海葱（学名：Pancratium maritimum），这种植物在夏末时节于高潮线稍上方开花。在现代希伯来语中，这种花的名字是 חבצלת 或 חבצלת החוף（ḥăḇaṣṣeleṯ 或 ḥăḇaṣṣeleṯ haḥōf，意为海滨百合）。一些人认为这种花就是《雅歌》中提到的“沙仑的玫瑰”，但并非所有学者都认可这一观点。
最近，一些学者在综合考量了多种语言版本的文本以及词典的谱系学研究后，将希伯来语单词“ḥăḇaṣṣeleṯ”译为“一颗正在发芽的球茎植物”。
对圣经中该指称的一种可能解释是海水仙（学名：Pancratium maritimum），这是一种夏末在略高于潮汐线的区域开花的植物。这种植物的希伯来语名称为חבצלת或חבצלת החוף（意为“海滨百合”）。由于它也生长在地中海沿岸的沙龙平原，因此圣经经文有可能指的就是这种植物。关于非洲殉道者雷斯蒂图塔（Restituta）的圣徒传说称，当她的遗体被冲至伊斯基亚岛时，海水仙便绽放开来。

## 现代用法
“沙仑的玫瑰”（rose of Sharon）这一名称也常被用于指代多种园艺植物，这些植物均原产于黎凡特地区以外，且不太可能是《圣经》中提及的那种植物：
- 金丝桃（Hypericum calycinum），英国英语中通常以此名称指代这种植物。它是一种常绿开花灌木，原产于东南欧和西南亚。
- 木槿（Hibiscus syriacus），北美地区通常以此名称指代的植物。这是一种落叶开花灌木，原产于东亚，同时也是韩国的国花（亦称“蜀葵”）[18][19][20][21]。
- 朱槿（Hibiscus rosa-sinensis，变种‘Vulcan’），马来西亚的国花。

由此，沙仑的玫瑰也被作为在植物学领域说明相比于学名，俗名的使用不够精确且可能会导致混淆。

## 作为人名
沙仑的玫瑰，发音为“Rosasharn”，有时也作为人名使用。最著名的是约翰·斯坦贝克的小说《愤怒的葡萄》中就出现了一个名叫罗斯·沙伦·乔德（Rose of Sharon Joad）的角色。

## 脚注